# Арнолд (Мисури)
Арнолд (енгл. Arnold) град је у америчкој савезној држави Мисури.

## Демографија
По попису из 2010. године број становника је 20.808, што је 843 (4,2%) становника више него 2000. године.
| Група             | 2000.          | 2010.          |
| Белци             | 19.408 (97,2%) | 19.754 (94,9%) |
| Афроамериканци    | 59 (0,3%)      | 116 (0,6%)     |
| Азијати           | 75 (0,4%)      | 185 (0,9%)     |
| Хиспаноамериканци | 207 (1,0%)     | 455 (2,2%)     |
| Укупно            | 19.965         | 20.808         |